# Jang Hye-suk
Jang Hye-suk (kor. 장 혜숙, ur. 5 marca 1955) – południowokoreańska siatkarka, medalistka igrzysk olimpijskich.

## Życiorys
Jang wystąpiła na igrzyskach olimpijskich 1976 w Montrealu. Zagrała we wszystkich trzech meczach fazy grupowej, meczu półfinałowym oraz w wygranym pojedynku o trzecie miejsce z Węgierkami.